# Marisol González Casas
Marisol González Casas (Torreón, Coahuila; 12 de marzo de 1983) es una conductora, modelo y actriz mexicana. Trabajó en Televisa como parte del programa matutino; HOY y en el exitoso programa ¿Quién es la máscara? En 2023 se convirtió en la conductora principal de la sexta temporada de La Más Draga (México).

## Biografía
Estudió la carrera de comunicación en la Universidad Iberoamericana Laguna y en 2002 fue ganadora del certamen “Nuestra Belleza México”, ganando la oportunidad de representar a México en el concurso “Miss Universo 2003″ llevado a cabo en Panamá. Después de este evento Marisol optó por estudiar la carrera de actuación y en el 2005 realizó su debut como actriz en la telenovela Contra viento y marea, más tarde participó en las series Vecinos (2007) y RBD: La Familia (2007). En 2008 se integró al equipo de Televisa Deportes, participando como conductora en las transmisiones del Super Bowl XLII y desde entonces se ha convertido en una de las conductoras más populares de la televisión mexicana.

## Vida personal
Marisol González Casas nació el 12 de marzo de 1983 en Torreón, Coah. Sus padres son Bertha Eugenia Casas y Cornelio González Peña, y hermana de Abril González Casas. Sus abuelos maternos, el Dr. Juan Carlos Casas Gaona y Armida Martínez de Casas, originarios de Juan Aldama, Zac. Tras participar en el certamen Nuestra Belleza México y representar a México en Miss Universo 2003, la conductora se mudó a la ciudad de México para entrar al CEA de Televisa, y de ahí, en 2008 convertirse en conductora de Televisa Deportes. 
En 2014 se casó con el futbolista Rafael Márquez Lugo, con el que ha tenido una hija de nombre Marisol.

## Coberturas
- Super Bowl XLII (2008)
- Juegos Olímpicos de Beijing (2008)
- Eliminatorias de la Copa del Mundo (2008-2009/2012-2013)
- Mundial de Sudáfrica (2010)
- Super Bowl XLVI (2012)
- Juegos Olímpicos de Londres (2012)
- Copa Confederaciones (2013)